# Fallen Angels (série télévisée, 1993)
Pour les articles homonymes, voir Fallen Angel.
Fallen Angels est une série télévisée américaine en quinze épisodes de 25 minutes développée par Steve Golin et diffusée entre le 1er août 1993 et le 26 novembre 1995 sur Showtime.
En France, la série a été diffusée à partir du 30 novembre 1996 sur Canal+ puis sur Arte.

## Synopsis
Cette série est un recueil d'histoires noires se passant à Los Angeles entre la fin de la Seconde Guerre mondiale et l'élection de John F. Kennedy.

## Fiche technique
- Titre original : Fallen Angels
- Titre français : Fallen Angels
- Réalisation : Phil Joanou (1), Tom Hanks (2), Steven Soderbergh (3 et 8), Tom Cruise (4), Alfonso Cuarón (5), Jonathan Kaplan (6), Kiefer Sutherland (7), Peter Bogdanovich (9), Michael Lehmann (10), Tim Hunter (11),  John Dahl (12), Jim McBride (13), Keith Gordon (14), Agnieszka Holland (15)
- Scénarios : William Horberg et div.
- Musique : Peter Bernstein
- Production : Lindsay Doran, Steve Golin, William Horberg, Stuart Cornfeld
- Sociétés de production : Mirage Enterprises, Propaganda Films, Showtime Networks
- Sociétés de production : Showtime Networks
- Pays :  États-Unis
- Langue : anglais
- Nombre d'épisodes : 15 (2 saisons)
- Durée : 25 minutes
- Dates de première diffusion : 
  - États-Unis : 1er août 1993
  - France : 30 novembre 1996

## Distribution
De nombreux acteurs ont participé au casting, parmi lesquels Adam Baldwin, Peter Berg, Peter Coyote, Benicio del Toro, Laura Dern, Brendan Fraser, J.E. Freeman, Peter Gallagher, Danny Glover, Tom Hanks, Marg Helgenberger, Barbara Howard, Diane Lane, Christopher Lloyd, Tim Matheson, Gary Oldman, Bill Pullman, Isabella Rossellini, Eric Stoltz, Kiefer Sutherland, James Woods, etc.

## Épisodes

### Première saison (1993)
1. L'Impasse (Dead-End for Delia)
2. Mortelle Attente (I'll Be Waiting)
3. Le Confessionnal (The Quiet Room)
4. Une arnaque de première classe (The Frightening Frammis)
5. Meurtre en diagonale (Murder, Obliquely)
6. Un seul être vous manque (Since I Don't Have You)

### Deuxième saison (1995)
1. L'Amour qui cogne (Love and Blood)
2. Le Professionnel (Professional Man)
3. Un jeton par danse (A Dime a Dance)
4. Une bonne petite épouse (Good Housekeeping)
5. Demain, je meurs (Tomorrow I Die)
6. Marchandage avec la mort (Black Bargain)
7. Un poison qui fait mouche (Fly Paper)
8. Le Vent rouge (Red Win)
9. Casse-cou (Fearless)

## Sorties DVD
En vidéo, seule la saison 2 de la série a été publiée : en VHS en France, et en DVD uniquement en Australie, sous le titre Perfect Crimes, en trois volumes (3 épisodes par disque).
Le 3 juillet 2019, la série ressort en coffret 3 DVD comprenant l'intégrale de la série.